# Fetichismo de la ropa interior

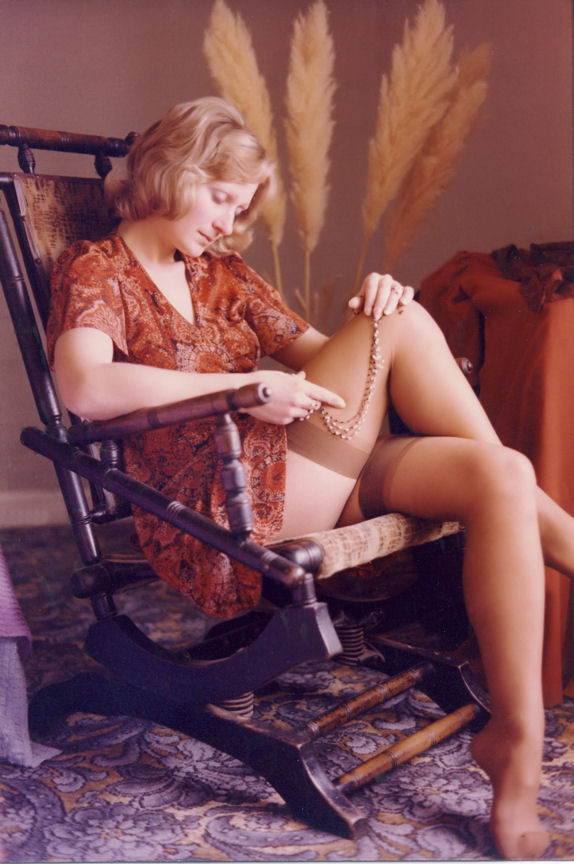
Uno de los tipos de este fetichismo son las medias.

El fetichismo de la ropa interior es un fetichismo caracterizado por el deseo erótico y la búsqueda de placer a través del tacto, olfato o vista de prendas íntimas.
Este fetiche no se considera una parafilia a menos que cause angustia o problemas significativos para la persona o para aquellos que están asociados con ella.

## Prevalencia
Para determinar las prevalencias relativas de distintos fetiches, investigadores italianos llevaron a cabo una prueba internacional con una muestra de 5000 personas de 381 grupos de temática fetichista. Las prevalencias relativas fueron estimadas a partir de tres factores: (a) el número de grupos dedicados a un fetiche concreto, (b) el número de personas participantes en dichos grupos y (c) el número de mensajes intercambiados. Dentro de la población de adultos en línea que participaron en discusiones sexuales, un 12% indicó tener una preferencia sexual por la ropa interior. Estos resultados proporcionan una visión interesante sobre las preferencias sexuales de una muestra representativa y son útiles para entender la diversidad de fetiches que existen dentro de la comunidad en línea.
En Singapur, existe una minoría de hombres que parece tener el fetiche de robar la ropa interior de mujeres fuera de sus residencias. Este comportamiento inapropiado ha sido motivo de preocupación y atención por parte de las autoridades locales. Un ejemplo concreto ocurrió en junio de 2020, cuando un hombre fue encarcelado por robar ropa interior durante la pandemia de COVID-19.

## Bragas
El fetichismo de bragas es una preferencia sexual en la que se erotizan las bragas, o prendas similares de ropa interior. Para quienes experimentan este fetichismo, las bragas pueden tener un poderoso atractivo y despertar una excitación sexual particular.

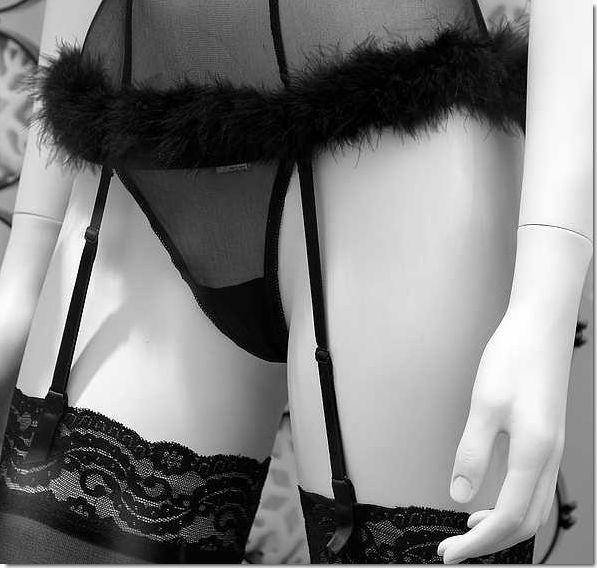
Fetichismo de bragas

En Japón, un tipo común de fetichismo de bragas implica el uso de bragas usadas; esta industria tiene presencia física y es conocida como «tiendas burusera». Estas tiendas atienden a personas con este fetiche, ofreciendo una selección de bragas usadas para su compra.

## Medias y pantimedias
Algunas personas experimentan excitación sexual con medias y pantimedias femeninas. Este tipo de fetichismo se conoce comúnmente como «fetichismo de medias».
El fetichismo de medias puede involucrar otras prendas femeninas que contribuyan a la fantasía. Para ciertos individuos, coleccionar y usar medias, bragas y ligas puede resultar excitante. En algunos casos, esto se hace con el propósito de obtener una estimulación sexual instantánea.
El auge de las compras en línea ha brindado la oportunidad a los hombres de explorar de manera anónima una amplia variedad de ofertas de lencería. Además, algunos fabricantes y minoristas especializados en prendas íntimas y ropa femenina afín se han adaptado para atender las necesidades de aquellos hombres interesados en comprar y usar estas prendas. Los fetichistas de medias pueden dividirse en una amplia variedad de subcategorías, dependiendo de su atracción hacia ciertos tipos específicos de medias. Por ejemplo, algunas personas encuentran las medias de red más excitantes que otros estilos. Otras preferencias incluyen las medias de cuerpo entero con costuras, las medias sin costuras, las medias de diseño, las medias de lujo, entre otras.

## Seda y satén
Algunas personas experimentan excitación sexual por el aspecto o el tacto de artículos confeccionados con seda o satén. Este interés suele dirigirse tanto a la persona que viste prendas de ese tipo de tela, como a la prenda en sí o al tacto de la misma cuando se lleva puesta.

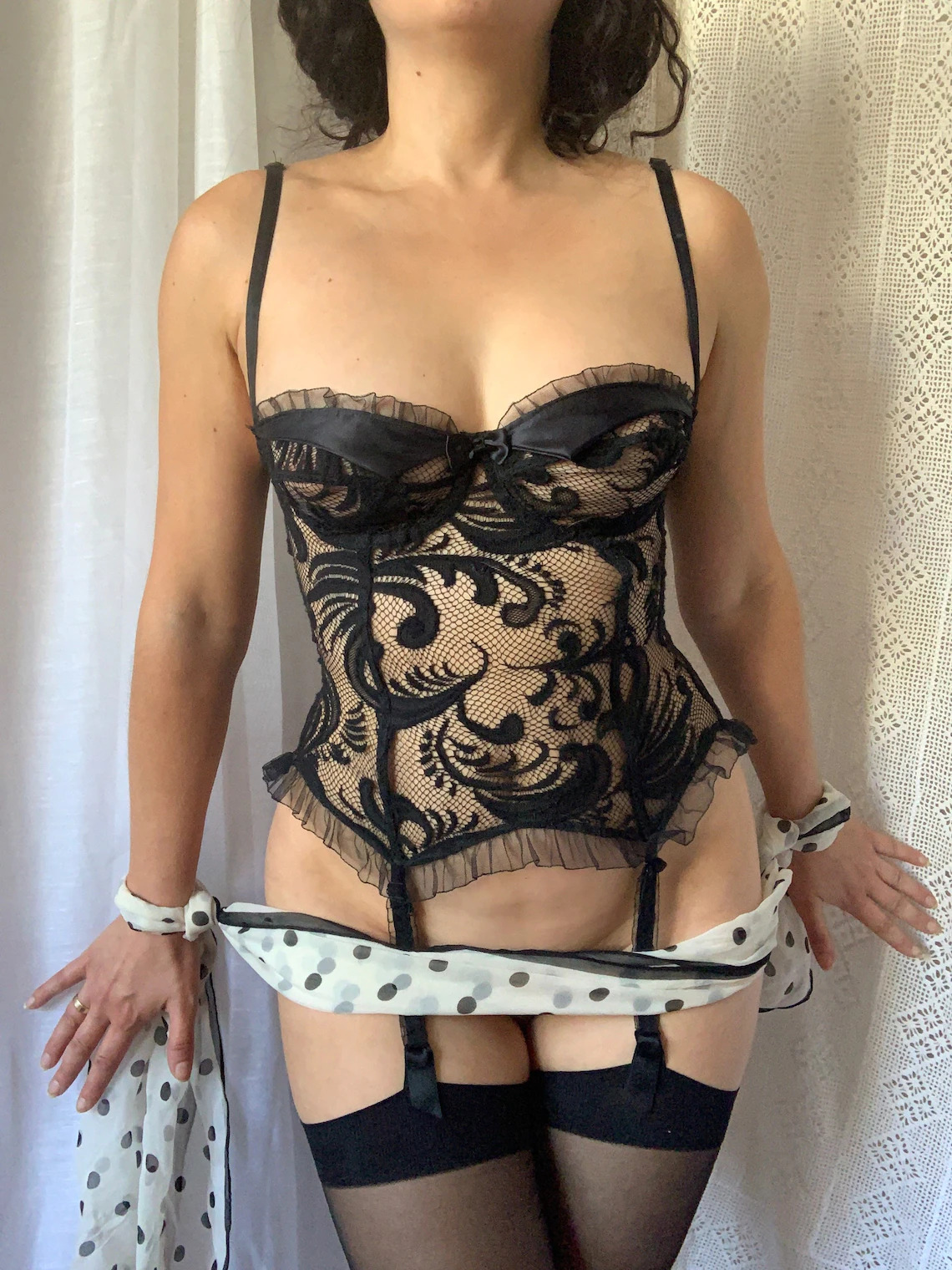
Mujer en lencería

Los principales materiales que se consideran eróticos son la seda charmeuse, una seda tejida de manera que tenga brillo, y los satenes, como el satén de acetato y el satén de rayón. Sin embargo, también pueden ser de interés otros materiales con propiedades similares, como el poliéster y el elastano.

## Suspensorios
El fetichismo por los suspensorios se refiere a la excitación sexual que se experimenta al tocar, llevar puestos, ver a alguien ponerse uno u oler un suspensorio. En cuanto al olfateo de suspensorios, esta práctica específica consiste en inhalar los olores de suspensorios sin lavar con fines de estimulación sexual. Quienes lo practican, generalmente hombres, son conocidos como oledores de suspensorios y adquieren los suspensorios sin estrenar intercambiándolos con personas afines o, en algunos casos, mediante el robo de vestuarios, taquillas o bolsas de gimnasio desatendidas.